# Agostinho Branquinho
Agostinho Correia Branquinho (Porto, 10 de agosto de 1956) é um Gestor e Consultor português. Exerceu alguns cargos políticos.

## Biografia
Doutorando em Comunicação na Universidade Lusófona - Centro do Porto, é licenciado em História, foi membro do Conselho Diretivo (1978-1981) e dirigente da Associação de Estudantes (1979-1981) da Faculdade de Letras da Universidade do Porto. Tendo iniciado a sua vida profissional como jornalista, foi redator d' O Comércio do Porto (1981-1982), editor e realizador de informação na RTP (1982-1987), diretor-geral da Rádio Voz do Neiva (1989-1991), consultor da Associação Empresarial Portuense (1995) e chief executive officer da NTM - Comunicação e Publicidade, S.A. (1988-2003). Lecionou no Instituto Superior de Administração e Gestão (1993-2001) e na Universidade Lusíada (2000-2001). Foi eleito deputado à Assembleia da República, em 1983, 2005 e 2009, pelo PSD. Foi também secretário-geral adjunto do Centro UNESCO do Porto (1984-1986), administrador da Fundação da Juventude (1989-1991), da Fundação Ciência e Desenvolvimento (2002-2010), da Casa da Música (2003-2005) e vice-presidente do Grupo Parlamentar do PSD (2009-2010). Foi colunista do Jornal de Notícias e publicou os livros A comunicação e a imagem nas questões0 de segurança e defesa (2001), Processo de Bolonha (2006) e, em co-autoria, Porto. Uma cidade boa para viver (1999). Em 2010, renunciou ao seu lugar no Parlamento e, mais tarde, exerceu funções no Conselho de Administração da Ongoing Brasil. Foi dirigente na Santa Casa da Misericórdia do Porto. Atualmente é Senior Consultant na "A & CB Consultores"
Foi Secretário de Estado da Solidariedade e da Segurança Social dos XIX e XX Governos Constitucionais.
Foi membro da Comissão Executiva e do Conselho de Gestão da Saúde na Santa Casa da Misericórdia do Porto. 
Atualmente exerce a atividade de consultor em questões de estratégia e economia social.